# Praskov′ja Georgievna Parchomenko
| 1129 Neujmina  | 8 agosto 1929  |
| 1166 Sakuntala | 27 giugno 1930 |

Praskov′ja Georgievna Parchomenko (in russo Прасковья Георгиевна Пархоменко?) (1886 – 1970) è stata un'astronoma sovietica.
Nel 1914 si iscrisse alla facoltà di fisica matematica all'Università di Charkiv laureandosi nel 1918. La rivoluzione d'ottobre e la guerra civile russa le resero impossibile proseguire il lavoro presso l'osservatorio universitario che poté riprendere solo nel 1924. Nel 1939 andò a lavorare all'Osservatorio di Simeiz dove rimase anche nel secondo dopoguerra impegnata dapprima nella ricostruzione dell'osservatorio e poi nella biblioteca dello stesso.
Il Minor Planet Center le accredita la scoperta di due asteroidi, effettuate tra il 1929 e il 1930.
Le è stato dedicato l'asteroide 1857 Parchomenko.